# Hello New Me
Hello New Me este cel de-al patrulea single digital al cântăreței japoneze Ayumi Hamasaki lansat pe 14 mai 2014 de către casa de discuri Avex Trax. A fost folosit ca temă finala a dramei japoneze "Zoku Saigo Kara Nibanme no Koi".